# Paix de Helsingborg

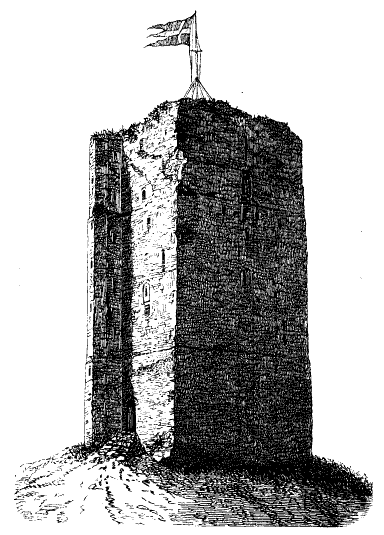
La tour Kärnan à Helsingborg

La paix de Helsingborg est conclue entre la Suède, le Danemark et la Norvège à Helsingborg les 17 juillet et 20 juillet 1310.

## Contexte historique
Erik et Valdemar Magnusson, apanagés de duchés en Suède depuis 1302, rompent en 1304 avec leur frère le roi de Suède Birger Magnusson et s’enfuient en Norvège. Le roi Håkon V de Norvège leur accorde en fief des places fortes dans son pays. Les provinces occidentales du royaume (Västergötland) sont alors ravagées jusqu'en 1305, date à laquelle les trois frères se réconcilient. Le maréchal Torgils Knutsson, ancien régent du royaume qui détenait le pouvoir effectif, est emprisonné et exécuté le 10 février 1306. Le 29 septembre suivant, Birger est fait prisonnier par ses frères avec sa famille au château de Håtuna. Seul le jeune Magnus, héritier du trône, parvient à s'enfuir et à se réfugier auprès du roi Éric VI de Danemark. Celui-ci prend le parti de son beau-frère Birger, et attaque les ducs. Birger, enfermé dans le château de Nyköping, est libéré en 1308 après un accord de partage de la Suède. Il se rend tout de suite au Danemark et revient avec Éric Menved à la tête d'une armée qui met le siège devant Nyköping. Le duc Erik s'étant alors engagé dans une guerre contre le roi Håkon V de Norvège au sujet du Halland septentrional, une entrevue organisée à l'initiative du roi de Danemark a lieu à Helsingborg en juillet 1310 entre les trois rois, les ducs et plusieurs princes.

## Les traités
Le 15 juillet Éric Menved ménage un accommodement, à Helsingborg, entre les princes de Suède et le roi, leur frère, par lequel celui-ci est rétabli sur le trône suédois.
Le premier traité signé le 17 juillet met fin à la guerre entre la Norvège, le Danemark et la Suède. Le roi de Danemark cède, pour être possédé comme un fief danois, la partie septentrionale de la province de Halland au roi de Norvège ; celui-ci en rendra hommage, et il en fournira 60 hommes à la réquisition du roi de Danemark. La fille du roi de Norvège épousera Magnus, fils du roi de Suède ; le duc Erik, prince de Suède, renonce entièrement à sa main, et il épousera Sophie, fille du prince de Werle, et nièce du roi de Danemark. Les prisonniers seront élargis de part et d'autre. Tous les princes contractants promettent de ne point protéger ceux qui ont pris part au meurtre du roi Erik V. Le chapitre de Lunden conservera ses possessions dans la partie cédée du Halland.
Par le second traité du 20 juillet, Erik et Valdemar obligent le roi Birger de Suède à partager son royaume. Celui-ci maîtrise alors la Suède orientale, Gotland et Viborg en Finlande, tandis que les ducs se partagent la Suède occidentale, le Värmland et la Dalécarlie. Le duc Erik se constitue jusqu'en 1317 un État féodal à cheval sur les trois Royaumes (Suède occidentale, nord du Halland, sud du Bohuslän, territoire de Kalmar).

## Sources
- Histoire de Suède, par Erik Gustaf Geijer Publié par Béthune et Plon, 1844
- Répertoire historique et chronologique des traités conclus par la couronne de Dannemarc, depuis Canut-le-Grand jusqu'à 1800, par Holger Christian Reedtz Publié par Dieterich, 1826